# هامبوس زاكريسون
هامبوس زاكريسون (بالسويدية: Hampus Zackrisson)‏ (24 أغسطس 1994 في السويد - ) هو لاعب كرة قدم سويدي في مركز الوسط. شارك مع منتخب السويد تحت 19 سنة لكرة القدم. أما مع النوادي، فقد لعب مع نادي غوتبورغ ونادي ديجرفورس.

## وصلات خارجية
- هامبوس زاكريسون على موقع اتحاد السويد (السويدية)
- هامبوس زاكريسون على موقع قاعدة بيانات كرة القدم.إي يو (الإنجليزية)
- هامبوس زاكريسون على موقع Soccerway.com (الإنجليزية)
- هامبوس زاكريسون على موقع عالم كرة القدم.نت (الإنجليزية)